# Being for the Benefit of Mr. Kite!

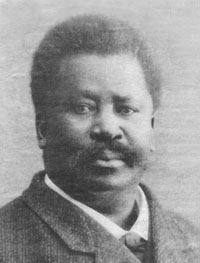
Circuseigenaar Pablo Fanque wordt genoemd op het affiche en in de liedtekst.

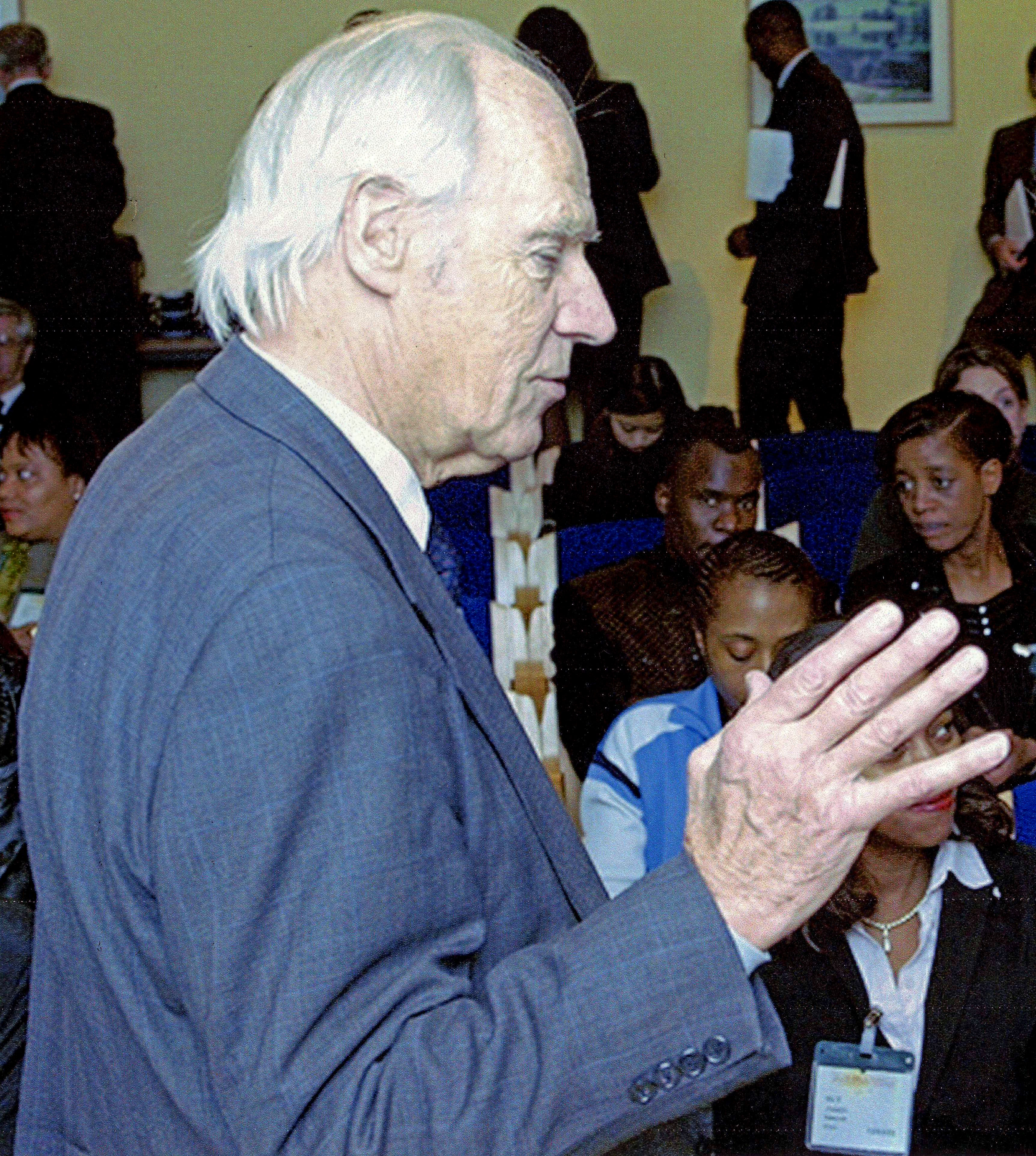
Producer George Martin speelde een belangrijke rol bij het creëren van de geluidseffecten.

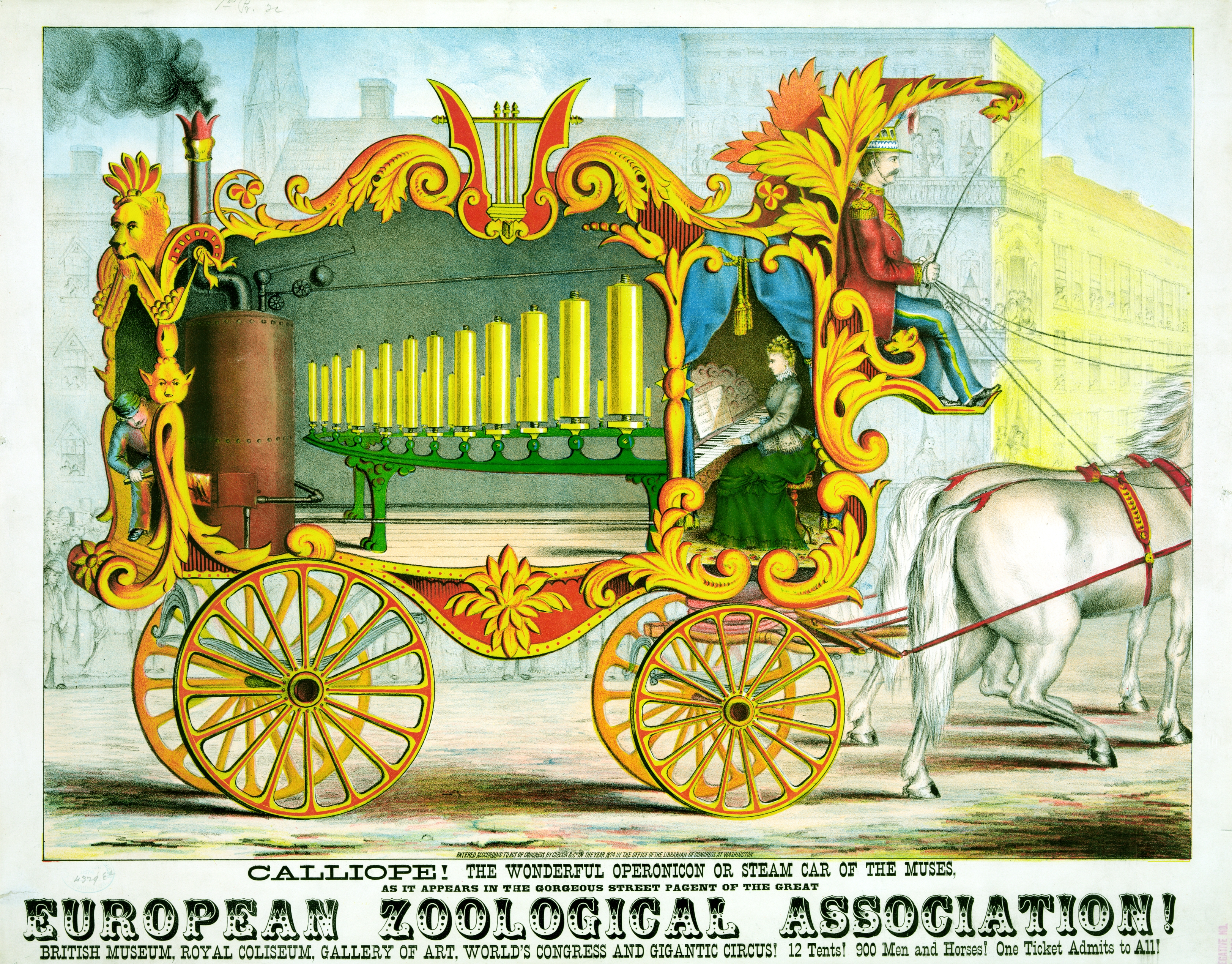
In het nummer wordt gebruikgemaakt van een opname van een stoomorgel.

Being for the Benefit of Mr. Kite! is een nummer op het muziekalbum Sgt. Pepper's Lonely Hearts Club Band uit 1967 van de Britse popgroep The Beatles. Het nummer werd voornamelijk door John Lennon geschreven, maar ook Paul McCartney werkte mee aan het schrijven van het nummer. Na het uiteenvallen van The Beatles is het nummer ook uitgebracht op de verzamelalbums Anthology 2 en Love.

## Achtergrond

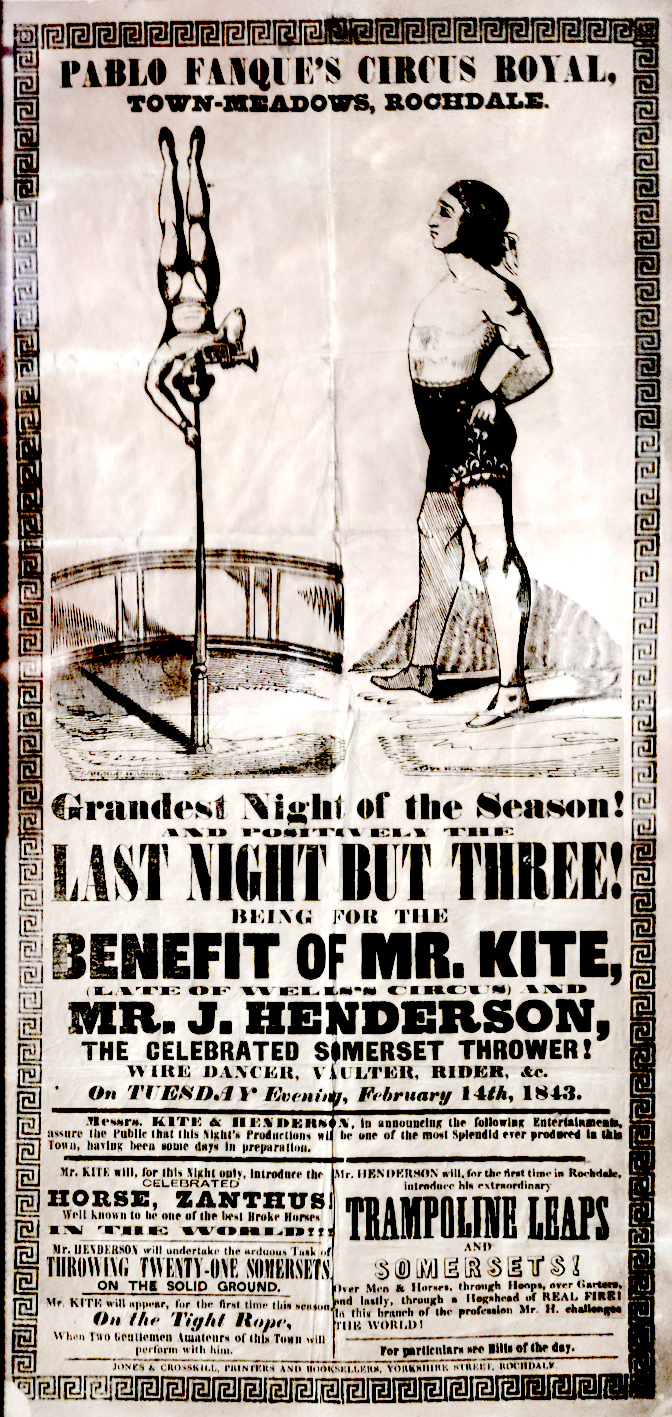
Het affiche dat de inspiratie was voor Being for the Benefit of Mr. Kite!

Op 31 januari 1967 waren The Beatles in Knole Park nabij de Engelse plaats Sevenoaks om daar opnamen te maken voor videoclips van Strawberry Fields Forever en Penny Lane. In een antiekzaak in Sevenoaks kocht John Lennon die dag een affiche waarop bekend werd gemaakt dat op dinsdagavond 14 februari 1843 het circus van Pablo Fanque de plaats Rochdale aan zou doen. Pablo Fanque, geboren als William Darby, was de eerste zwarte circuseigenaar van Groot-Brittannië.
Op het affiche wordt melding gemaakt van Mr. Kite, William Kite, een in die tijd beroemde circusartiest. Op het affiche wordt vermeld dat Mr. Kite zal koorddansen. Daarnaast vermeldt het affiche ook Mr. Henderson, die 21 salto's zal maken, en het beroemde paard Zanthus.
De tekst op het affiche vormde de inspiratie voor Being for the Benefit of Mr. Kite!. Lennon gebruikte wel vaker bronnen zoals kranten en affiches als basis voor zijn nummers (zoals bijvoorbeeld bij A Day in the Life en Happiness Is a Warm Gun). Volgens Lennon stond hij onder tijdsdruk om nummers te schrijven voor het nieuwe album van The Beatles, waardoor hij op het idee kwam om de tekst van het affiche te gebruiken voor een nieuw lied. Over het algemeen wordt aangenomen dat het nummer vooral door Lennon werd geschreven omdat hij de zanger van het nummer is, maar Paul McCartney heeft beweerd dat hij heeft meegeschreven aan het nummer.
Hoewel de liedtekst grotendeels overeenstemt met de tekst op het affiche, zijn er toch enkele kleine verschillen aan te wijzen. In de liedtekst springt Mr. Kite over mannen en paarden, door hoepels en een brandend okshoofd, terwijl op het affiche staat dat Mr. Henderson dit doet. Ook de plaats en dag waarop het circus gehouden zal worden verschilt. In het lied is het circus op zaterdag in Bishopsgate, terwijl op het affiche het circus op dinsdag in Rochdale is. Daarnaast heet het paard in het lied geen Zanthus, maar Henry. Ten slotte maakt Mr. Henderson in het lied geen 21 salto's, maar slechts tien.

## Opnamen
Vanaf het begin van de opnamen van Being for The Benefit of Mr. Kite wist Lennon dat hij voor het nummer het geluid en de sfeer van een circus wilde oproepen. Hij besprak deze wens met producer George Martin. Lennon legde uit dat hij "de sfeer van het circus wilde proeven" en dat hij "het zaagsel in de piste wilde ruiken". Het was Martins taak om te bedenken hoe dit diende te gebeuren.
Op 17 februari 1967 begonnen The Beatles in de Abbey Road Studios in Londen aan de opnamen van het nummer. Ze namen die dag eerst zeven takes van de backing track van het nummer op. Deze bestond uit basgitaar, drums en harmonium. Het harmonium werd bespeeld door George Martin, terwijl McCartney en Ringo Starr respectievelijk de basgitaar en drums bespeelden. Hierna werden de verschillende sporen samengevoegd, waarna de zang van Lennon werd toegevoegd.
Kenmerkend voor Being for the Benefit of Mr. Kite! zijn de geluiden van een stoomorgel. Het idee om hiervan gebruik te maken kwam van George Martin. Op 20 februari werd door Martin en geluidstechnicus Geoff Emerick een bandje met geluidseffecten gemaakt. Hiervoor maakten zij gebruik van het geluidsarchief van EMI. Martin koos uit het archief een opname van een stoomorgel en gaf vervolgens Emerick de opdracht om deze in stukken te knippen, de stukken in de lucht te gooien en vervolgens de stukken weer aan elkaar te plakken. Hierdoor ontstond een maalstroom van circusgeluiden, waar Lennon erg blij mee was.
Ten slotte werden op verschillende data overdubs aan de negende take van het nummer toegevoegd. Op 28 maart voegden George Harrison, Ringo Starr en roadies Mal Evans en Neil Aspinall harmonicapartijen aan het nummer toe. Bovendien voegden John Lennon een orgel-partij en Paul McCartney een gitaarsolo toe. Op 29 maart werd vervolgens de geluidsband met stoomorgelgeluiden aan het nummer toegevoegd. Bovendien voegde George Martin nog een orgelpartij toe. De laatste overdubs werden op 31 maart toegevoegd. Deze dag werd het nummer uitgebreid met een laatste orgelpartij en een glockenspiel.

## Uitgaven
Being for the Benefit of Mr. Kite! verscheen in het Verenigd Koninkrijk op 1 juni 1967 op het album Sgt. Pepper's Lonely Hearts Club Band. In de Verenigde Staten werd deze lp op 2 juni uitgebracht.
In 1996 verschenen verschillende versies van het nummer ook op het verzamelalbum Anthology 2. Op deze dubbel-cd zijn takes 1, 2 en 7 van het nummer te horen.
Ten slotte is op Love een mash-up te vinden, waarbij fragmenten van Being for the Benefit of Mr. Kite! worden gemengd met I Want You (She's So Heavy) en Helter Skelter.

## Bezetting
- John Lennon - zang, hammondorgel
- Paul McCartney - basgitaar, gitaar
- George Harrison - harmonica
- Ringo Starr - drums, tamboerijn, harmonica
- George Martin - harmonium, orgel, glockenspiel
- Mal Evans - harmonica, orgel
- Neil Aspinall - harmonica